# Hugh Walpole
Hugh Seymour Walpole (Auckland, 13 maart 1884 - Londen, 1 juni 1941) was een Brits roman- en scenarioschrijver. In 1918 werd hij benoemd tot Commander in de Orde van het Britse Rijk.

## Leven en werk
Walpole werd geboren in Nieuw-Zeeland als zoon van een bisschop. Hij studeerde aan Engelse kostscholen te Canterbury, Durham en van 1903 tot 1906 te Cambridge (Emmanuel College). Later gaf hij aan dat zijn schooltijd weinig gelukkig was geweest. Hij worstelde met zijn homoseksuele gevoelens en voelde zich, afgesloten van zijn familie, vaak eenzaam.
Na zijn schooltijd koos Walpole al snel voor een literaire carrière. Vanaf zijn debuut in 1909 was hij een bekende verschijning in de Londense literaire wereld. Hij was bevriend met Virginia Woolf. Tijdens de Eerste Wereldoorlog werkte hij voor het Rode Kruis aan het Oostfront en later als verslaggever in Rusland, waar hij ook voor Britse propagandadoelen werd ingezet. In 1917 was hij te Sint-Petersburg getuige van de Russische Revolutie. Na de oorlog bleef hij nog een tijd actief als verslaggever en reisde door Europa. In 1924 had hij een ontmoeting met Adolf Hitler tijdens de Bayreuther Festspiele. Ondertussen verliep zijn literaire carrière erg succesvol en groeide hij uit tot een der meest gelezen Britse romanschrijvers van zijn tijd. In de jaren dertig maakte hij ook naam als scenarioschrijver en reisde zelfs af naar Hollywood. Ook maakte hij naam als literatuurcriticus en schreef studies over Walter Scott, Anthony Trollope en Joseph Conrad.
Walpole geldt vooral als een verhalenverteller. Hij wordt qua stijl wel vergeleken met John Galsworthy. Zijn bekendste werk is het vierdelige The Herries Chronicle (1930-1933), een historische romancyclus over een plattelandsfamilie. Ook schreef hij griezelboeken voor de oudere jeugd. In 2017 werd zijn roman over de Russische Revolutie The Secret City (1919, De geheime stad) in het Nederlands uitgegeven.
In 1918 werd Walpole benoemd tot Commander in de Orde van het Britse Rijk. In 1937 werd hij geridderd. Zijn roem was op dat moment echter al sterk tanende, mede omdat William Somerset Maugham hem op kwaadaardige wijze liet figureren in zijn sleutelroman Cakes and Ale (1930). Daarin suggereert Maugham dat Walpole oneervolle voorstellen gedaan zou hebben aan Thomas Hardy. Hij wordt er neergezet als ambitieus en oppervlakkig, hetgeen zijn reputatie aanzienlijk zou schaden. Zijn oeuvre werd plotsklaps als ouderwets afgedaan.
Walpole was ook een gekend kunstverzamelaar. Hij overleed in 1941 op 57-jarige leeftijd.

## Werken

### Romans
1909: The Wooden Horse
1910: Marradick At Forty
1911: Mr Perrin and Mt Traill
1912: The Prelude to Adventure
1913: Fortitude
1914: The Duchess of Wrexe
1916: The Dark Forest
1918: The Green Mirror
1919: The Secret City
1919: Jeremy
1920: The Captives
1921: The Young Enchanted
1922: The Cathedral
1923: Jeremy and Hamlet
1924: The Old Ladies
1925: Portrait of a Man with Red Hair
1926: Harmer John
1927: Jeremy at Crale
1928: Wintersmoon
1929: Farthing Hall (met J.B. Priestley)
1929: Hans Frost
1931: Above the Dark Circus
1934: Captain Nicholas
1935: The Inquisitor
1936: A Prayer for my Son
1937: John Cornelius
1938: The Joyful Delaneys
1939: The Sea Tower
1940: The Bright Pavilions
1941: The Blind Man's House
1941: The Killer and the Slain
1944: Katherine Christian

### Herries Chronicles
1930: Rogue Herries
1931: Judith Paris
1932: The Fortress
1933: Vanessa